# Cañón sin retroceso Modelo 1968
El Modelo 1968 o FM Czekalski es un cañón sin retroceso de 105 mm desarrollado y empleado por Argentina. El arma se encuentra en servicio activo desde 1968, y 150 aún estaban operativos con las Fuerzas Armadas Argentinas en el año 2000. Un arma similar es el cañón sin retroceso FMK-1 M-1974, del mismo calibre. 

## Descripción
El Modelo 1968 está montado sobre un afuste con ruedas para su transporte, pudiendo dispararse desde éste o montado sobre un trípode. Para apuntarlo se utiliza principalmente la mira telescópica, aunque el arma también incluye un FAP como fusil de telemetría. La munición que emplea el Modelo 1968 incluye un proyectil de alto poder explosivo de 11 kg y un proyectil HEAT de 15 kg. El M-1974 dispara un proyectil de alto poder explosivo de 16,6 kg con una velocidad de boca de 400 m/s, y un proyectil HEAT de 14,7 kg con una velocidad de boca de 514 m/s.
Su alcance máximo es de 9200 metros. Los disparos directos están limitados a 1800 metros usando la mira telescópica con el telémetro estadimétrico, o 1200 metros usando el fusil de telemetría. Los alcances del M-1974 son los mismos. El proyectil HEAT empleado por el Modelo 1968 puede penetrar 200 mm de blindaje. El proyectil HEAT del M-1974 puede penetrar 400 mm de blindaje.
Al igual que muchos cañones sin retroceso, el Modelo 1968 tiene un significativo fogonazo posterior, con una zona de riesgo de 40 m desde el cierre de su recámara.

## Historia operacional
A fines de los años 1960, Argentina exploró por primera vez la posibilidad de su utilización como artillería autopropulsada o en cazacarros: existe registro fotográfico de al menos dos prototipos (un vehículo de transporte Bren y un semioruga M5 o M9) equipados con un montaje séxtuplo cada uno (configuración similar al M50 Ontos estadounidense). Si bien dicho proyecto nunca pasó de la fase experimental, entre 1977 y 1978 –por motivo de la crisis entre Argentina y Chile de 1978– varias unidades fueron equipadas con un cañón.
El Modelo 1968 fue empleado en combate por el Ejército Argentino durante la Guerra de las Malvinas, destacándose en la batalla del monte Longdon. También fueron desplegados contra fuerzas ecuatorianas por el Ejército del Perú en la Guerra del Cenepa.

## Usuarios
El Modelo 1968 fue exportado a Bolivia y Perú, en tanto que el M-1974 aún está en servicio en Argentina y Guatemala.
- Argentina
- Bolivia: 72 FM M-1974 adquiridos en 1981.[6]
- Guatemala: 64 FM M-1974 adquiridos en 1982 o 1983.[7]
- Perú: 156 FM Modelo 1968 adquiridos en 1971.[8] Modernizados en 1985 y utilizados en la Guerra del Cenepa.[5]
- Uruguay: 1 FM Modelo 1968 donado a la Armada Nacional del Uruguay en 1983.[9]